# Velneperit
Velneperit (S-2367) là một loại thuốc được phát triển bởi Shionogi, hoạt động như một chất đối kháng mạnh và chọn lọc cho thụ thể Y5 Neuropeptide Y5. Nó có tác dụng gây tê và được phát triển như một phương pháp điều trị béo phì, nhưng đã bị ngừng phát triển sau khi kết quả đáng thất vọng trong các thử nghiệm lâm sàng giai đoạn II. Tuy nhiên, nó vẫn được coi là một bằng chứng thành công về khái niệm về tiềm năng của chất đối kháng thụ thể Y 5 như các tác nhân chống béo phì có thể trong tương lai.